# Villiersana camerounensis
Villiersana camerounensis is een halfvleugelig insect uit de familie schuimcicaden (Cercopidae). De wetenschappelijke naam van deze soort is voor het eerst geldig gepubliceerd in 1942 door Victor Lallemand.